# Firmino David
Firmino David (* 13. April 1962 im Dorf Sasalakata Capandela, Landkreis Caconda) ist ein angolanischer Geistlicher und römisch-katholischer Bischof von Sumbe.

## Leben
Firmino David studierte Philosophie und Theologie am Priesterseminar des Erzbistums Huambo, für das er am 21. April 1991 das Sakrament der Priesterweihe empfing.
Nach der Priesterweihe war er bis 1993 Vizekanzler der Diözesankurie und Kaplan sowie bis 1994 Spiritual am Bischöfliches Knabenseminar des Erzbistums. Von 1994 bis 1995 war er Pfarrer und studierte anschließend an der Päpstlichen Universität Urbaniana, an der er im Fach Kanonisches Recht zunächst das Lizenziat erwarb und anschließend promoviert wurde. Nach der Rückkehr in die Heimat war er von 2000 bis 2008 Pfarradministrator der Mission in Camunda. Von 2003 bis 2017 war er Offizial des Erzbistums, außerdem gehörte er von 2000 bis 2019 dem Konsultorenkollegium an. Von 2005 bis 2013 war er Subregens und seither Regens des Priesterseminars für die theologischen Studien Cristo Re.
Papst Franziskus ernannte ihn am 4. Mai 2023 zum Bischof von Sumbe. Die Bischofsweihe spendete ihm der Erzbischof von Huambo, Zeferino Zeca Martins SVD, am 23. Juli desselben Jahres auf dem Platz des Heiligen Johannes Paul II. in Huambo. Mitkonsekratoren waren der Erzbischof von Luanda, Filomeno Vieira Dias, und der Bischof von Viana, Emílio Sumbelelo. Die Amtseinführung im Bistum Sumbe fand am 20. August 2023 statt.